# Giorgia Bracelli
Elisabetta Giorgia Bracelli (Sondrio, 11 maggio 1996) è una calciatrice italiana, di ruolo attaccante.

## Carriera

### Calcio a 11
Giorgia Bracelli si appassiona al gioco del calcio fin da giovanissima e, dopo essersi tesserata con la Polisportiva Valmalenco giocando nelle squadre giovanili miste fini ai raggiunti limiti d'età per la federazione, per continuare l'attività agonistica si trasferisce all'Inter Milano dove gioca in una squadra interamente femminile.
Dopo aver esordito con la maglia nerazzurra in Serie A2, allora secondo livello del campionato italiano femminile di calcio, al termine del campionato 2012-2013 condivide con le compagne la promozione in Serie A. Rimane con l'Inter Milano anche dopo l'immediata retrocessione in cadetteria, ritornata ad essere la Serie B, fino al termine della stagione 2014-2015.

## Palmarès
- Campionato italiano di Serie A2: 1

Inter: 2012-2013